# Rosh Hanikra (promontorio)

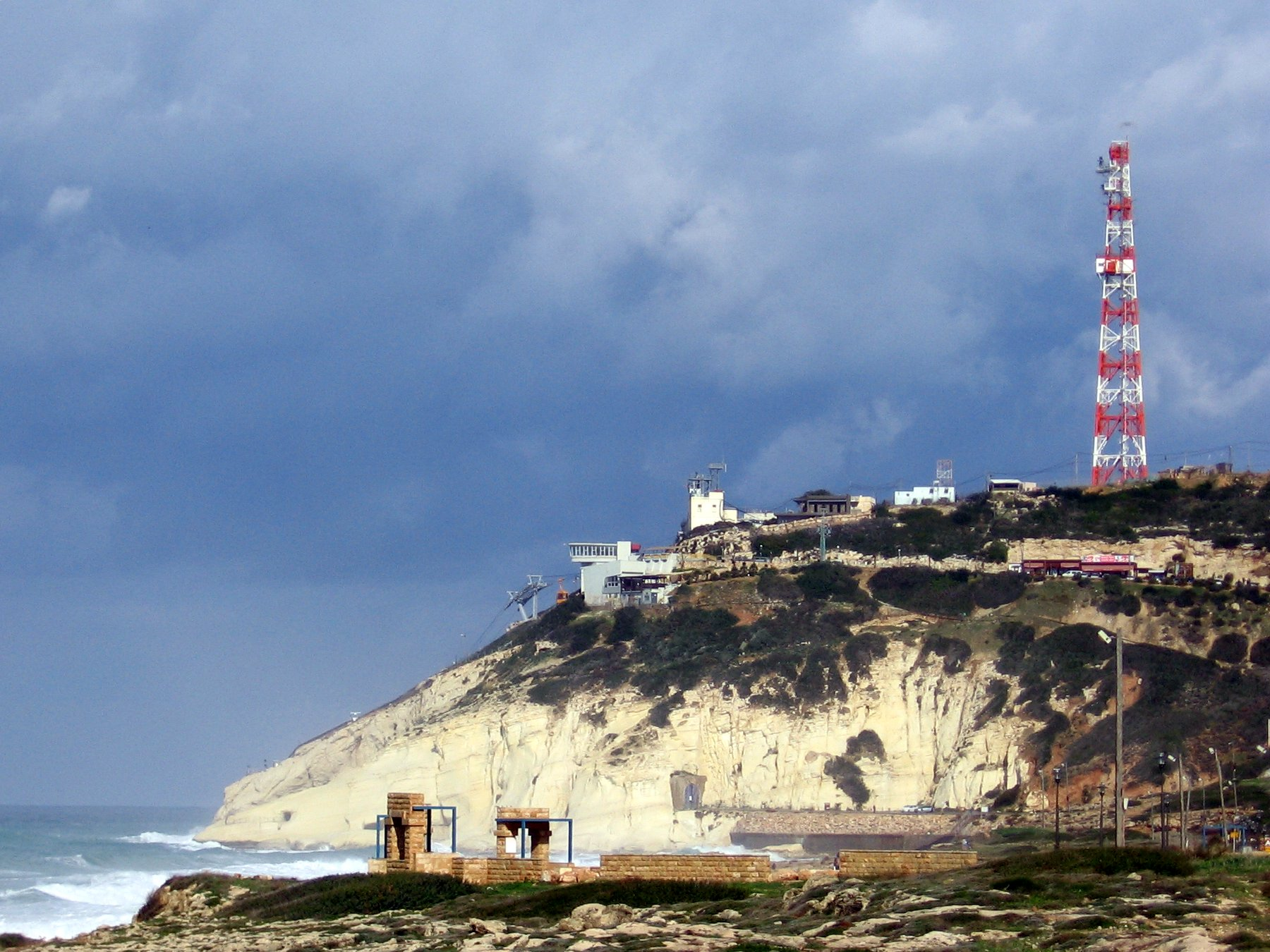
Il promontorio di Rosh Hanikra visto da Sud (Israele)

Rosh Hanikra (in ebraico ראש הנקרה‎?; in arabo رأس الناقورة‎?, Raʾs al-Nāqūra) è un promontorio che si trova nel Mediterraneo orientale, al confine fra Libano e Israele. Il promontorio è noto per le grotte scavate dal mare e che si trovano alla base dello sperone roccioso.

## Geografia
Il promontorio fa parte delle montagne della Galilea orientale, ed è l'unico crinale in Israele che continua ad ovest, descrivendo una rapida discesa fino al mare e senza incontrare nessuna distesa di sabbia.
Dal punto di vista geomorfologico, la rupe di Rosh Hanikra è costituita da tre strati:
- lo strato inferiore è fatto di calcare la maggior parte del quale è sotto il livello del mare. La grotte sottomarine si sono formate in questo livello.
- lo strato intermedio è composto di gesso e forma una ripida scogliera che raggiunge un'altezza di 60 metri.
- lo strato superiore è fatto di dolomia.

Le grotte sono state scavate dall'azione del mare nel corso di vari millenni. La lunghezza totale è di circa 200 metri. Esse sono costituite da diversi tronchi che si diramano in varie direzioni con alcuni segmenti di interconnessione. In passato, l'unico accesso alle grotte era dal mare, mentre oggi una funivia porta il visitatore verso il basso per accedere alle grotte.
Presenti sul promontorio famiglie di iraci (procavia capensis), piccoli erbivori simili a conigli.

## Politica e società
Dal promontorio parte la linea di frontiera tra Israele ed il Libano, chiusa nell'anno 2000 dopo l'abbandono da parte delle truppe israeliane occupanti parte del Sud del Libano in seguito alla guerra del 1978; presso il promontorio, in territorio libanese, sulla costa dominata dal borgo di Naqoura, è attiva dal 19 marzo 1978 la Forza di Interposizione in Libano delle Nazioni Unite (UNIFIL), forza militare di interposizione dell'ONU, incaricata di vegliare sulla tregua tra Libano e Israele. 
Nei pressi del promontorio, nella parte israeliana, è stato costruito un kibbutz dallo stesso nome, in cui sono coltivate banane, fiori e cotone. Vi si trova anche un ristorante e vi abita il personale adibito al funzionamento della funivia di Rosh Hanikra, funivia che permette di visitare le grotte naturali nonché le gallerie di quella che fu la ferrovia collegante l'Egitto alla Siria e la Turchia, essenziale militarmente negli anni della seconda guerra mondiale.